# Sanremo-Festival 1962
Die zwölfte Ausgabe des Festival della Canzone Italiana di Sanremo fand 1962 vom 8. bis 10. sowie am 18. Februar im städtischen Kasino in Sanremo statt und wurde von Renato Tagliani zusammen mit Laura Efrikian und Vicky Ludovisi moderiert.

## Ablauf

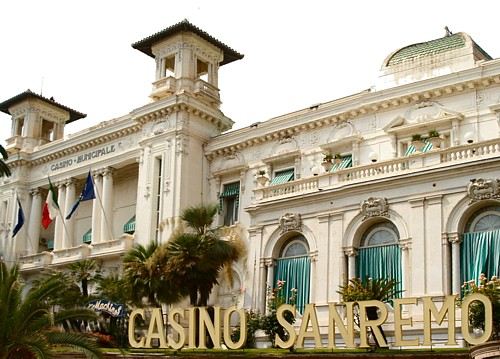
Das städtische Kasino, Veranstaltungsort des Sanremo-Festivals

Obwohl die Ausgabe 1962 mit 32 Beiträgen und 45 Teilnehmern alle bisherigen in den Schatten stellte, beschloss Sergio Pugliese, Generaldirektor der RAI, die vier Abende des Festivals nicht mehr voll zu übertragen, sondern nur eine Stunde des Finales am Samstag sowie eine kurze Zusammenfassung der Siegerehrung. Die Organisation ging von Ezio Radaelli auf Gianni Ravera über, der selbst bereits dreimal als Sänger am Festival teilgenommen hatte. Der beliebte Showmaster Renato Tagliani übernahm die Moderation, begleitet von den zwei jungen Schauspielerinnen Laura Efrikian und Vicky Ludovisi. Die Orchester leiteten Cinico Angelini und Gianni Ferrio.
Das Teilnehmerfeld zeigte keinerlei innovative Tendenzen mehr, die Auswahlkriterien ließen auch bevorzugt Beiträge von bereits im Festival erfolgreichen Songwritern zu. Einziger Vertreter der Cantautori war Tony Renis, der zum zweiten Mal in Folge teilnahm. Adriano Celentano war nicht unter den Teilnehmern, gab jedoch zeitgleich mit dem Festival Konzerte in der Umgebung von Sanremo. Mit Myriam Del Mare, Lucia Altieri, Corrado Lojacono, Torrebruno, Edda Montanari, Mario D’Alba, Rossana, Gesy Sebena, Gian Costello, Ernesto Bonino oder Rocco Montana debütierten eine Reihe von Sängern, die nachher alle keinen bleibenden Eindruck hinterlassen konnten. Aufzufallen gelang Schauspieler Gino Bramieri, der sich bisher im Fernsehen vor allem als Imitator von Sängern betätigt hatte.
Besondere Aufmerksamkeit wurde von Anfang an der Zusammenarbeit von Claudio Villa und Domenico Modugno, respektive die Aushängeschilder von Tradition und Erneuerung und damit überaus gegensätzlich, zuteil: Ihr Lied Addio… addio… galt als Favorit. Auch dem Tango Italiano in den Interpretationen von Milva und Sergio Bruni wurden gute Chancen angerechnet. Wie im Vorjahr erfolgte die Abstimmung nach dem Finalabend, für den die Jurys zwölf Beiträge zugelassen hatten, über das VotoFestival: Jeder konnte in der folgenden Woche mittels der Enalotto-Scheine seine Stimmen für die Finalisten des Festivals abgeben. Aus der Abstimmung ging ohne große Überraschungen Addio… addio… mit 34,8 % als Sieger hervor, gefolgt von Tango Italiano (29,2 %) und Gondolì gondolà von Sergio Bruni und Ernesto Bonino.

## Teilnehmende Beiträge
| Platzierung | Interpret                           | Lied                       | Autoren                                                     |
| ----------- | ----------------------------------- | -------------------------- | ----------------------------------------------------------- |
| 1           | Claudio Villa / Domenico Modugno    | Addio… addio…              | Franco Migliacci, Domenico Modugno                          |
| 2           | Milva / Sergio Bruni                | Tango italiano             | Bruno Pallesi, Walter Malgoni                               |
| 3           | Ernesto Bonino / Sergio Bruni       | Gondolì gondolà            | Nisa, Renato Carosone                                       |
| 4           | Emilio Pericoli / Tony Renis        | Quando quando quando       | Alberto Testa, Tony Renis                                   |
| 5           | Milva / Myriam Del Mare             | Stanotte al luna park      | Vito Pallavicini, Biri, Carlo Alberto Rossi                 |
| 6           | Aurelio Fierro / Gino Bramieri      | Lui andava a cavallo       | Nisa, Nino Ravasini                                         |
| 7           | Arturo Testa / Jolanda Rossin       | Un’anima leggera           | Piero Rolla, Federico Bergamini                             |
| 8           | Aurelio Fierro / Joe Sentieri       | Cipria di sole             | Giuseppe Marotta, Salvatore Mazzocco                        |
| 9           | Nelly Fioramonti / Tonina Torrielli | Aspettandoti               | Saverio Seracini, Vincenzo D’Acquisto                       |
| 10          | Betty Curtis / Johnny Dorelli       | Buongiorno amore           | Mario Panzeri, Johnny Dorelli                               |
| 11          | Flo Sandon’s / Mario D’Alba         | Passa il tempo             | Sandro Taccani, Umberto Bertini                             |
| 12          | Nunzio Gallo / Rocco Montana        | Inventiamo la vita         | Vittorio Mascheroni, Gian Carlo Testoni                     |
|             | Corrado Lojacono / Luciano Tajoli   | L’anellino                 | Corrado Lojacono, Nisa                                      |
|             | Arturo Testa / Jolanda Rossin       | Centomila volte            | Sergio Censi, De Bernardi                                   |
|             | Betty Curtis / Luciano Tajoli       | Il cielo cammina           | Mario Ruccione, Umberto Bertini, Pino Tombolato             |
|             | Tanya / Wilma De Angelis            | I colori della felicità    | Leda Ranzato, Eros Sciorilli                                |
|             | Jenny Luna / Silvia Guidi           | Conta le stelle            | Enzo Di Paola, Umberto Bertini                              |
|             | Fausto Cigliano / Jenny Luna        | Cose inutili               | Gianni Meccia, Ugo Tognazzi                                 |
|             | Gian Costello / Rossana             | Due cipressi               | Pietro Pizzigoni, Angelo Camis, Gian Carlo Testoni          |
|             | Nelly Fioramonti / Wanda Romanelli  | Fiori sull’acqua           | Gianni Fallabrino, Vincenzo D’Acquisto                      |
|             | Gene Colonnello / Gloria Christian  | Innamorati                 | Giovanni D’Anzi, Mario Panzeri                              |
|             | Lucia Altieri / Wilma De Angelis    | Lumicini rossi             | Fabor, Gian Carlo Testoni                                   |
|             | Gesy Sebena / Giacomo Rondinella    | Il nostro amore            | Pinchi, Virgilio Panzuti                                    |
|             | Cocky Mazzetti / Pierfilippi        | Occhi senza lacrime        | Eros Macchi, A. Grettici                                    |
|             | Gloria Christian / Johnny Dorelli   | L’ombrellone               | Pino Calvi, Leo Chiosso                                     |
|             | Gino Bramieri / Torrebruno          | Pesca tu che pesco anch’io | Di Lazzaro, Bixio Cherubini                                 |
|             | Edda Montanari / Flo Sandon’s       | Prima del paradiso         | Riccardo Vantellini, Pinchi                                 |
|             | Aura D’Angelo / Claudio Villa       | Quando il vento d’aprile   | Salvatore Palomba, Antonio Vian                             |
|             | Cocky Mazzetti / Joe Sentieri       | Tobia                      | Carlo Donida, Mogol, Alberto Testa                          |
|             | Bruna Lelli / Nunzio Gallo          | L’ultimo pezzo di terra    | Marcello Zanfagna, Gino Conte, Nunzio Gallo, Agostino Forte |
|             | Fausto Cigliano / Mario Abbate      | Vestita di rosso           | Alberto Testa, Rinaldo Cozzoli, Giulio Compare              |
|             | Giorgio Consolini / Narciso Parigi  | Vita                       | Bixio Cherubini, Carlo Concina                              |

## Erfolge
Nur die Top fünf der Wettbewerbsbeiträge konnte auch die Top 15 der Charts erreichen, drei davon wechselten sich an der Spitze ab. Als besonders erfolgreich erwies sich Quando quando quando von Tony Renis, das im Wettbewerb nur den vierten Platz erreicht hatte; in der englischen Version von Pat Boone wurde es auch in den USA ein Erfolg. Addio… addio… war kein anhaltender Erfolg beschieden, auch beim Eurovision Song Contest 1962 erreichte Villa damit nur den neunten Platz von 15.

| Jahr | Titel                 | Höchstplatzierung, Gesamtwochen, AuszeichnungChartsChartplatzierungen (Jahr, Titel, , Platzierungen, Wochen, Auszeichnungen, Anmerkungen) | Anmerkungen                          |
| Jahr | Titel                 | IT | Anmerkungen                          |
| ---- | --------------------- | --- | ------------------------------------ |
| 1962 | Addio… addio…         | IT1 (6 Wo.)IT | Version von Domenico Modugno Platz 1 |
| 1962 | Tango italiano        | IT1 (7 Wo.)IT | Version von Milva Platz 2            |
| 1962 | Gondolì gondolà       | IT5 (7 Wo.)IT | Version von Sergio Bruni Platz 3     |
| 1962 | Quando quando quando  | IT1 (23 Wo.)IT | Version von Tony Renis Platz 4       |
| 1962 | Stanotte al luna park | IT6 (5 Wo.)IT | Version von Milva Platz 5            |

## Belege
1. ↑  M&D-Chartarchiv, Woche 9/1962. Musica e dischi, archiviert vom Original (nicht mehr online verfügbar) am 16. September 2016; abgerufen am 15. September 2016 (italienisch, kostenpflichtiger Abonnement-Zugang).  Info: Der Archivlink wurde automatisch eingesetzt und noch nicht geprüft. Bitte prüfe Original- und Archivlink gemäß Anleitung und entferne dann diesen Hinweis.